# Seward Peninsular Railroad
| Seward Peninsula Railroad, Nome (Alaska). Im Album des Climax-Händlers steht 20 Ton Upright, Typ A Climax (Werks-Nr. 315/1902) und dahin- ter eine 15-Tonnen-Lok (Werks-Nr. 212 oder 399) |                           |                                   |                                   |
| Streckenlänge: | 6,5 + 8 + 10 km           |                                   |                                   |
| Spurweite: | 914 mm (engl. 3-Fuß-Spur) |                                   |                                   |
| |                           |                                   |                                   |
| \| \| \| \| \| \| \| 0,0 \| Nome AK \| Nome AK \| \| \| \| Little Creek AK \| \| \| \| 6,5 \| Discovery AK \| Discovery AK \| \| \| 10,5 \| Banner Station AK \| Banner Station AK \| \| \| \| Summit Station AK \| \| \| \| \| Dexter AK \| \| \| \| \| Salmon Lake AK \| \| \| \| \| Iron Creek AK \| \| \| \| \| Ex AK \| \| \| \| 140 \| Lanes Landing AK (früher Shelton) \| Lanes Landing AK (früher Shelton) \| |                           |                                   |                                   |
| |                           |                                   |                                   |
| Kopfbahnhof Streckenanfang (Strecke außer Betrieb) | 0,0                       | Nome AK                           | Nome AK                           |
| Bahnhof (Strecke außer Betrieb) |                           | Little Creek AK                   | Little Creek AK                   |
| Bahnhof (Strecke außer Betrieb) | 6,5                       | Discovery AK                      | Discovery AK                      |
| Bahnhof (Strecke außer Betrieb) | 10,5                      | Banner Station AK                 | Banner Station AK                 |
| Bahnhof (Strecke außer Betrieb) |                           | Summit Station AK                 | Summit Station AK                 |
| Bahnhof (Strecke außer Betrieb) |                           | Dexter AK                         | Dexter AK                         |
| Bahnhof (Strecke außer Betrieb) |                           | Salmon Lake AK                    | Salmon Lake AK                    |
| Bahnhof (Strecke außer Betrieb) |                           | Iron Creek AK                     | Iron Creek AK                     |
| Bahnhof (Strecke außer Betrieb) |                           | Ex AK                             | Ex AK                             |
| Kopfbahnhof Streckenende (Strecke außer Betrieb) | 140                       | Lanes Landing AK (früher Shelton) | Lanes Landing AK (früher Shelton) |

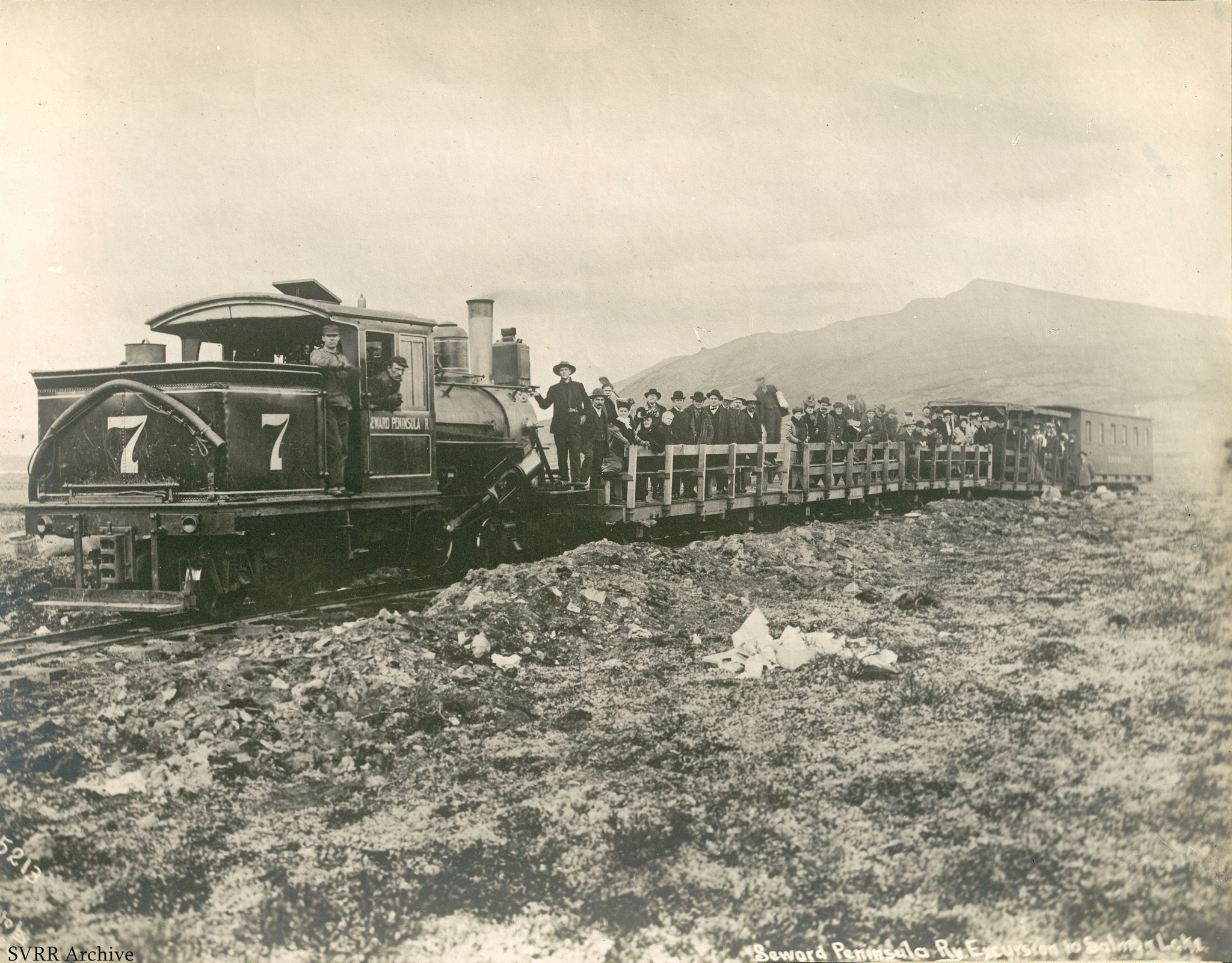
Seward Peninsula Railroad, Climax Nr. 7, wohl auf einem Ausflug nach Salmon Lake, gebaut 1906 als Klasse B28, Werks-Nr. 682. Verkauft 1909 an Hofius Steel in Seattle und auf Normalspur umgespurt, dann 3 Holzfirmen in WA und 2 in OR

Die Seward Peninsular Railroad (SPRR), oft auch Seward Peninsula Railroad, ist eine ehemalige Eisenbahngesellschaft in Alaska (Vereinigte Staaten). Zunächst wurde 1900 die Wild Goose Railroad gegründet und diese eröffnete am 19. Juli des Jahres die ersten 6,5 Kilometer Strecke von Nome bis Discovery. Im Herbst war Anvil City erreicht. Die Strecke hatte eine Spurweite von drei Fuß (914 mm). Der Endbahnhof in Anvil City wurde Banner Station genannt. Die Züge verkehrten nur vom Frühjahr bis November, über den Winter ruhte der Verkehr. Kurz darauf wurden zwei Abzweige, der McDonald Branch (8 km) und der Sunset Branch (10 km) gebaut.
Nachdem 1902 eine andere Wild Goose Railroad durch den gleichen Betreiber etwa 100 Kilometer weiter östlich gebaut worden war, benannte man die Gesellschaft in Nome–Arctic Railroad um. Am 27. April 1906 kaufte die am gleichen Tag in Nevada gegründete Seward Peninsular Railroad die Bahn, um sie nach Shelton am Kuzitrin River zu verlängern. Die 140 Kilometer lange Strecke ging noch im gleichen Jahr in Betrieb. Nachdem im Winter 1906/07 eine etwa 300 Meter lange Holzbrücke über den Kuzitrin River durch Eis eingedrückt worden war, beschloss man, die Brücke jeden Herbst abzubauen und im Frühjahr wieder aufzubauen. In den ersten Jahren gab es zwei tägliche Personenzüge über die gesamte Strecke. Ab etwa 1909 wurden nur noch zwei bis drei Züge pro Woche angeboten.
Bereits im Herbst 1910 stellte die Gesellschaft den regulären Verkehr ein und übergab die Strecke an lokale Interessenten, die sie hauptsächlich mit Draisinen befuhren, die teilweise von Hunden gezogen wurden. Zuletzt waren fünf Loks, zwei Personenwagen sowie 90 Flachgüterwagen in Besitz der Bahn. Am 18. November 1921 erwarb der Staat Alaska die Bahnstrecke und erneuerte die Anlagen. Ein regulärer Betrieb wurde nicht wieder aufgenommen. Auch ein 1953 als Curly Q Line eingerichteter Touristenbetrieb zwischen Nome und Salmon Lake hielt sich nur bis 1955. Ein Teil der Trasse wurde daraufhin zu einer Straße umgebaut. Erst 1963 wurden die letzten Gleise entfernt.